# Pak Hyon-suk
Pak Hyon-suk (4 de agosto de 1985) é uma halterofilista da Coreia do Norte.
Ficou em sexto lugar na categoria até 58 kg nos Jogos Olímpicos de Verão de 2004, levantando 217,5 kg no total (95 kg no arranco e 122,5 kg no arremesso).
No campeonato mundial de halterofilismo de 2007, ganhou a medalha de bronze na categoria até 63 kg, com um total de 240 kg (105 + 135).
Nos Jogos Olímpicos de Verão de 2008, ganhou a medalha de ouro na categoria até 63 kg, com 241 kg no total (106 + 135).
Ficou com a prata nos Jogos Asiáticos de 2010 (até 58 kg).